# Liste der denkmalgeschützten Objekte in St. Bernhard-Frauenhofen
Die Liste der denkmalgeschützten Objekte in St. Bernhard-Frauenhofen enthält die 17 denkmalgeschützten, unbeweglichen Objekte der niederösterreichischen Gemeinde St. Bernhard-Frauenhofen.

## Denkmäler
| Foto |                 | Denkmal                                                                             | Standort                                           | Beschreibung | Metadaten |
| ---- | --------------- | ----------------------------------------------------------------------------------- | -------------------------------------------------- | --- | --- |
| ja   | Datei hochladen | Kath. Filialkirche hl. Wolfgang HERIS-ID: 49691 Objekt-ID: 53692                    | gegenüber Frauenhofen 1 Standort KG: Frauenhofen   | Die auf einem künstlich abgetrennten Felsen erhöht liegende Pfarrkirche hl. Wolfgang hat ein im Kern gotisches, später barockisiertes Langhaus mit erneuertem Westturm und einen eingezogenen gotischen Chor. Laut einer Urkunde war Frauenhofen 1265 pfarrlich mit Strögen verbunden. 1620 und 1680 wurde die Kirche barockisiert. 1740 bis 1750 erfolgte die Wölbung des Langhauses und die Errichtung des Westturms. Der Turm wurde 1869 nach einem Einsturz wiederaufgebaut. | BDA-Hist.: Q38035512 Status: § 2a Stand der BDA-Liste: 2025-06-30 Name: Kath. Filialkirche hl. Wolfgang GstNr.: 1                                                    |
| ja   | Datei hochladen | Wegkapelle hl. Johannes Nepomuk HERIS-ID: 61843 Objekt-ID: 74320                    | gegenüber Frauenhofen 50 Standort KG: Frauenhofen  | Bei der Brücke über die Kleine Taffa steht eine dem heiligen Johannes Nepomuk geweihte Kapelle. Die darin befindliche Statue stammt aus der Mitte des 18. Jahrhunderts und trägt auf dem Sockel ein Relief des Brückensturzes. | BDA-Hist.: Q38097594 Status: § 2a Stand der BDA-Liste: 2025-06-30 Name: Wegkapelle hl. Johannes Nepomuk GstNr.: 98                                                   |
| ja   | Datei hochladen | Bildstock Raaberkreuz HERIS-ID: 61844 Objekt-ID: 74321                              | gegenüber Horner Straße 1 Standort KG: Frauenhofen | Dieses Raaberkreuz trägt beinahe die wortidente Inschrift des kaiserlichen Ediktes: „Sag Got dem Hern Lob und Danch das Rab wieder in der Kristen Hand den 29 Marci im im [sic] 1598 Iar“. | BDA-Hist.: Q38097604 Status: § 2a Stand der BDA-Liste: 2025-06-30 Name: Bildstock Raaberkreuz GstNr.: 161                                                            |
| ja   | Datei hochladen | Ortskapelle Großburgstall HERIS-ID: 49785 Objekt-ID: 53921                          | neben Groß Burgstall 25 Standort KG: Großburgstall | Die Ortskapelle von Großburgstall hat einen vorgebauten Westturm mit Lisenengliederung und runden Schallfenstern, der von einem Giebelkranz und einem geschweiften Helm bekrönt wird. Außerdem verfügt das Gotteshaus über einen dreiseitigen Schluss und ein rundbogiges profiliertes Portal. Der Innenraum ist durch eine Tonne mit Stichkappen gewölbt und weist profilierte Medaillons aus der Zeit um 1900 auf.                                                             | BDA-Hist.: Q38036097 Status: § 2a Stand der BDA-Liste: 2025-06-30 Name: Ortskapelle Großburgstall GstNr.: 114                                                        |
| ja   | Datei hochladen | Ortskapelle hl. Hubertus HERIS-ID: 49823 Objekt-ID: 54013                           | Standort KG: Grünberg                              | Erstmals urkundlich erwähnt 1299. Die Jesuiten errichteten die Kapelle neu 1665 mit 3 Altären. 1726 wurde sie renoviert und der Turm gebaut. Sie soll ein beliebter Wallfahrtsort gewesen sein. | BDA-Hist.: Q38036327 Status: § 2a Stand der BDA-Liste: 2025-06-30 Name: Ortskapelle hl. Hubertus GstNr.: 49 Ortskapelle hl. Hubertus                                 |
| ja   | Datei hochladen | Ortskapelle Poigen HERIS-ID: 50401 Objekt-ID: 55335                                 | Standort KG: Poigen                                | Der Bau der Kapelle begann 1834 und geweiht wurde sie 1844. Restauriert wurde sie 1873 nach einer Überschwemmung und im Jahr 1937. Die drei Sandsteinskulpturen außen entstanden um 1830. | BDA-Hist.: Q38039969 Status: § 2a Stand der BDA-Liste: 2025-06-30 Name: Ortskapelle Poigen GstNr.: 123 Ortskapelle Poigen                                            |
| ja   | Datei hochladen | Bildstock Pietà HERIS-ID: 61847 Objekt-ID: 74324                                    | Standort KG: Poigen                                | An der Straße nach Neukirchen steht in Poigen eine Pietà vor einem Kreuz auf einer korinthischen Säule. Der Bildstock ist mit 1728 bezeichnet. | BDA-Hist.: Q38097612 Status: § 2a Stand der BDA-Liste: 2025-06-30 Name: Bildstock Pietà GstNr.: 642                                                                  |
| ja   | Datei hochladen | Ehemaliges Stift Sankt Bernhard HERIS-ID: 50617 Objekt-ID: 55749                    | Sankt Bernhard 1 Standort KG: St. Bernhard         | Das Stift Sankt Bernhard ist ein ehemaliges Zisterzienserinnenkloster gestiftet von Stephan von Maissau 1277. Teile wurden 1961 abgetragen und im Stift Klosterneuburg wieder aufgestellt. | BDA-Hist.: Q2348642 Status: § 2a Stand der BDA-Liste: 2025-06-30 Name: Ehem. Kloster GstNr.: 1, 17/1, 20, 21, 23 Stift Sankt Bernhard, Lower Austria                 |
| ja   | Datei hochladen | Kath. Pfarrkirche Mariae Himmelfahrt HERIS-ID: 50616 Objekt-ID: 55747               | neben Sankt Bernhard 1 Standort KG: St. Bernhard   | Die Klosterkirche des ehemaligen Stiftes ist die Pfarrkirche des Dorfes. Sie wurde 1586 nach der Zerstörung durch protestantische Rebellen vom Jesuitenkolleg im Frühbarockstil wieder aufgebaut. | BDA-Hist.: Q38041207 Status: § 2a Stand der BDA-Liste: 2025-06-30 Name: Kath. Pfarrkirche Mariae Himmelfahrt GstNr.: 19 Pfarrkirche Mariae Himmelfahrt, St. Bernhard |
| ja   | Datei hochladen | Figurenbildstock hl. Franz Xaver HERIS-ID: 61848 Objekt-ID: 74325                   | bei Sankt Bernhard 1 Standort KG: St. Bernhard     | Bei der Brücke der Zufahrt zum ehemaligen Stift stehen die Statuen der heiligen Franz Xaver und Johannes Nepomuk aus der ersten Hälfte des 18. Jahrhunderts. | BDA-Hist.: Q38097622 Status: § 2a Stand der BDA-Liste: 2025-06-30 Name: Figurenbildstock hl. Franz Xaver GstNr.: 18                                                  |
| ja   | Datei hochladen | Figurenbildstock hl. Johannes Nepomuk HERIS-ID: 61849 Objekt-ID: 74326              | bei Sankt Bernhard 1 Standort KG: St. Bernhard     | Bei der Brücke der Zufahrt zum ehemaligen Stift stehen die Statuen der heiligen Franz Xaver und Johannes Nepomuk aus der ersten Hälfte des 18. Jahrhunderts. | BDA-Hist.: Q38097633 Status: § 2a Stand der BDA-Liste: 2025-06-30 Name: Figurenbildstock hl. Johannes Nepomuk GstNr.: 18                                             |
| ja   | Datei hochladen | Bildstock HERIS-ID: 61850 Objekt-ID: 74327                                          | vor Sankt Bernhard 108 Standort KG: St. Bernhard   | Das in der zweiten Hälfte des 16. Jahrhunderts gemauerte Raaberkreuz hat einen abgefasten Schaft, eine Inschrifttafel, einen Nischenaufsatz und ein Pyramidendach mit einfachem Steinkreuz. Die Inschrift lautet: „SAG GOT DEM HERN LOB UND DANCK DAS RAB WIDER KUMEN IN DER KRISTENHAND DEN 29 MARCHM 1598 JAR SAND BERNHART“. | BDA-Hist.: Q38097644 Status: § 2a Stand der BDA-Liste: 2025-06-30 Name: Bildstock GstNr.: 898                                                                        |
| ja   | Datei hochladen | Bildstock Raaberkreuz HERIS-ID: 61851 Objekt-ID: 74328                              | Standort KG: St. Bernhard                          | Das Raaberkreuz ist ein abgefaster Tabernakelpfeiler westlich des Ortes, der inschriftlich mit 1598 bezeichnet ist. | BDA-Hist.: Q38097654 Status: § 2a Stand der BDA-Liste: 2025-06-30 Name: Bildstock Raaberkreuz GstNr.: 344                                                            |
| ja   | Datei hochladen | Pfarrhof HERIS-ID: 64368 Objekt-ID: 77080                                           | Strögen 1 Standort KG: Strögen                     | Der Pfarrhof südlich der Kirche ist ein zweigeschoßiger Bau des 17. Jahrhunderts. Er ist durch eine Mauer vom Friedhof getrennt. Der Pfarrhof und der ebenfalls geschützte Schüttkasten bilden eine bauliche Einheit. Der Pfarrhof befindet sich unmittelbar südlich der Kirche, von diesem geht der Schüttkasten ebenfalls nach Süden ab. | BDA-Hist.: Q38106785 Status: § 2a Stand der BDA-Liste: 2025-06-30 Name: Pfarrhof GstNr.: 85/1 Pfarrhofanlage Strögen, Gemeinde St. Bernhard-Frauenhofen              |
| ja   | Datei hochladen | Schüttkasten HERIS-ID: 64766 Objekt-ID: 77523                                       | Strögen 1 (Pfarrhof) Standort KG: Strögen          | Südlich an den Pfarrhof anschließend erhebt sich ein zweigeschoßiger Schüttkasten aus dem 17. Jahrhundert. Der Schüttkasten und der ebenfalls geschützte Pfarrhof bilden eine bauliche Einheit. Der Pfarrhof befindet sich unmittelbar südlich der Kirche, von diesem geht der Schüttkasten ebenfalls nach Süden ab. Anmerkung: Die Ortsangabe für den Schüttkasten im DEHIO (nordöstlich des Pfarrhofes) ist falsch.                                                            | BDA-Hist.: Q38108080 Status: § 2a Stand der BDA-Liste: 2025-06-30 Name: Schüttkasten GstNr.: 85/1 Pfarrhofanlage Strögen, Gemeinde St. Bernhard-Frauenhofen          |
| ja   | Datei hochladen | Kath. Pfarrkirche hll. Peter und Paul mit Friedhof HERIS-ID: 50682 Objekt-ID: 55909 | Strögen 1 Standort KG: Strögen                     | 1076 wird die Kirche Stregen im Stiftsbrief des Klosters St. Nikola in Passau erstmals urkundlich erwähnt. 1619 wurde die Kirche zerstört und 1661 mit neuem Gewölbe restauriert. | BDA-Hist.: Q38041600 Status: § 2a Stand der BDA-Liste: 2025-06-30 Name: Kath. Pfarrkirche hll. Peter und Paul mit Friedhof GstNr.: 79, 80, 81 Pfarrkirche Strögen    |
| ja   | Datei hochladen | Bildstock HERIS-ID: 61852 Objekt-ID: 74329                                          | Standort KG: Strögen                               | Östlich der Pfarrkirche von Strögen steht ein spätgotischer Bildstock, bezeichnet 1508, mit einer vierseitigen Basis und gekehlten Kanten und kleinen Blendmaßwerkbögen. Darauf befinden sich eine abkehlte Abdeckplatte mit einem erneuerten Steinkreuz und am Kapitell ein Wappenschild mit zwei gekreuzten Hauermessern. | BDA-Hist.: Q38097662 Status: § 2a Stand der BDA-Liste: 2025-06-30 Name: Bildstock GstNr.: 52                                                                         |